# 漳州理工职业学院
漳州理工职业学院是中國福建省漳州市的一所民办全日制职业高等学校，有鹤鸣校区（本部）和迎宾校区两个校区。

## 历史沿革
2007年，福建省的几家私营企业共同创办漳州吉马印刷职业技术学院。2011年2月14日，福建省人民政府批准漳州吉马印刷职业技术学院更名为“漳州理工职业学院”。

## 学院合作
- 与台湾世新大学签订学术交流协议
- 与台北城市科技大学和南开科技大学达成合作意向

## 院系设置
学院设有5个系、2个院、1个部和2个中心教学单位，分别为：
- 电子与机械工程系
- 经济与管理系
- 建筑工程系
- 艺术设计系
- 印刷包装系
- 成人教育学院、商学院
- 基础教学部
- 实验实训中心、现代教育技术中心